# Rinzai
A rinzai iskola (japán: 臨済宗, rinzai-sú) a japán buddhista zen három fő iskolája közül az egyik – a másik kettő a szótó és az óbaku.

## Története

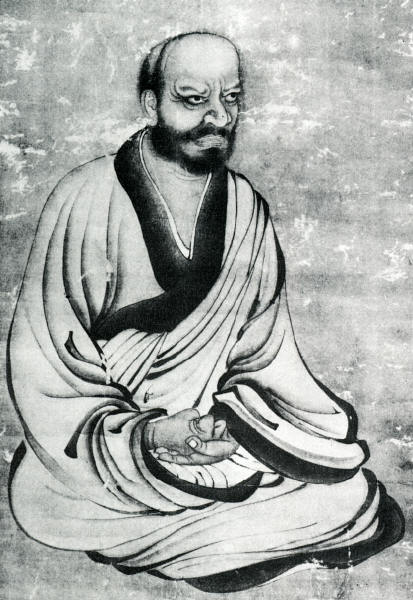
Japán festmény Lin-csiről (japánul: Rinzai Gigen).

A rinzai a lin-csi iskola japán ága, amit a Tang-dinasztia korában alapított Kínában Lin-csi Ji-hszüan (Rinzai Gingen).

### Kamakura (1185-1333)
Kezdeti próbálkozások után végül Eiszai Mjoan szerzetes fáradozásainak köszönhetően sikerült megszilárdítani a rinzai iskolát Japánban. Mjoan 1168-ban utazott Kínába, ahol húsz évig tanult tendait. 1187-ben egy újabb kínai látogatást követően munkához látott, hogy megszilárdítsa Japánban a lin-csi átadási vonalat, ami a szigetországban rinzai néven vált ismertté. Évtizedekkel később, Sómjó Nanpo (1235-1308) szintén Lin-csi vallás-filozófiai rendszerét tanulmányozta Kínában, amelyet követően megalapította Japánban a ótókan hagyományvonalat, amely a rinzai iskola legbefolyásosabb, és egyedül fennmaradt ága.
A rinzai megszilárdítása a szamurájok hatalomra törésével egy időre esett. A rinzai a kezdeti császári támogatás mellett az újonnan felemelkedett harcos réteg pártfogását is élvezte.

### Muromacsi (vagy Asikaga) (1336-1573)
A Muromacsi-korban a sógun támogatását élvező rinzai volt a legsikeresebb iskola. Ez az iskola felvirágzásának időszaka volt, amikor Mjócsó Súhó (Kokusi Daitó, 1283-1337) és Szoszeki Muszó (1275-1351) – akik sohasem jártak Kínában – zen mesterek közben járásával kialakult jellegzetes japán egyénisége.

#### Öt Hegy Rendszer
A Muromacsi-kor kezdetén már megfelelően működött az egyházi rendszer (öt hegység rendszer). A végső verzió öt templomot foglalt magában Kiotó és Kamakura területén, amelyek fő temploma a Nanzendzsi volt. A hierarchia következő lépcsőfokán tíz altemplom foglalt helyet. Ezt az egész Japánra kiterjedő rendszert a Hódzsó régensek vezették be, amellyel eredményesen a központi kormány kezében tarthatták az irányítást. A papok, akik általában jól iskolázottak és tehetségesek voltak, a sógun irányítása alatt szolgáltak a közigazgatási ügyekben.
| Gozan rendszer |             |              |
|                | Kiotó       | Kamakura     |
| Első szint     | Tenryúdzsi  | Kencsódzsi   |
| Második szint  | Sókokudzsi  | Engakudzsi   |
| Harmadik szint | Kennindzsi  | Dzsufukudzsi |
| Negyedik szint | Tófukudzsi  | Dzsócsidzsi  |
| Ötödik szint   | Mandzsudzsi | Dzsómódzsi   |

#### Rinzai kolostorok
Nem minden rinzai szervezet volt az állam szigorú felügyelete alatt. A vidéket előnyben részesítő rinzai kolostorok nagyobb szintű függetlenségben részesültek. Az ótókan hagyományvonal, amit Sómjó Nanpo, Mjócsó Súhó és Egen Kazan alapított, a Daitokudzsi templom köré rendeződött, s úgyszintén nagyobb szabadsága volt (a Daitokudzsi egyik ismert tanára volt például Ikkjú).
A rinzai másik ága volt a hotto átadási vonal, amelynek legismertebb tanítója Tokusó Basszui.

### Tokugava (1600-1868)
A 18. századra a rinzai iskola megrekedt, és hanyatlásnak indult. Ezt követően Ekaku Hakuin (1686-1769) szerzetes kitartó munkájával sikerült újraéleszteni az iskolát. Ma is Hakuin kóan tanítási rendszere adja a rinzai formai gyakorlatainak keretét.

#### Hakuin
A legtöbb rinzai átadási vonal a 18. századi reformer, Ekaku Hakuin személyén keresztül vezet, aki magát Sódzsu Rónin (Etan Dokjó, 1642–1721) örökösének vallotta. Jóllehet Sódzsu Rónin hivatalos dharma átadási vonala felvet pár megválaszolatlan kérdést. 1718-ban megkapta a Sónindzsi templom főpapi (dai icsiza) címét.
|  | „Az állami szabályozás szerint a pappá avatottak között ez volt a legalacsonyabb rang, amely abból állt, hogy egy bizonyos összeg befizetése mellett bejegyezhetővé vált Hakuin a Sóindzsi plébánosaként.” |
|  | |

Minden mai Rinzai ág Ien Inzától (1750-1814) és Koszen Takudzsutól (1760-1833) származik, mindkettő Dzsitó Gaszan (1727-1797) tanítványa volt. Dzsitó Hakuin dharma örökösének számít, habár „nem volt tagja a közeli tanítványi körnek, és valószínűleg nem tartozott Hakuin dharma örökösei közé.”
Hakuinon keresztül minden mai japán rinzai ág az Otokan része, 1267-ben meghonosítva, Dzsomjo Nanpo által, aki Kínából kapott dharma transzmissziót, 1265-ben.

### Meidzsi restauráció (1868-1912) és a Császári Nyitás (1912-1945)
A Meidzsi-kor alatt (1868-1912), 1868 után Japán feladta saját feudalizmusát, és nyugati modernizáció felé nyitott. A Sintó állami vallás lett, A buddhizmus adaptálódott az új rendhez. A Buddhista szervezet a Nyugatot egyszerre látta veszélynek és kihívásnak, ami ellen fel kell lépni.
A Rinzai egyetem 1872-ben lett alapítva, (Hanazono Egyetem), papneveldeként üzemelt, azok számára, akik a papságot választották.

### A háború után (1945–napjainkig)
...

### Tanítás és gyakorlat

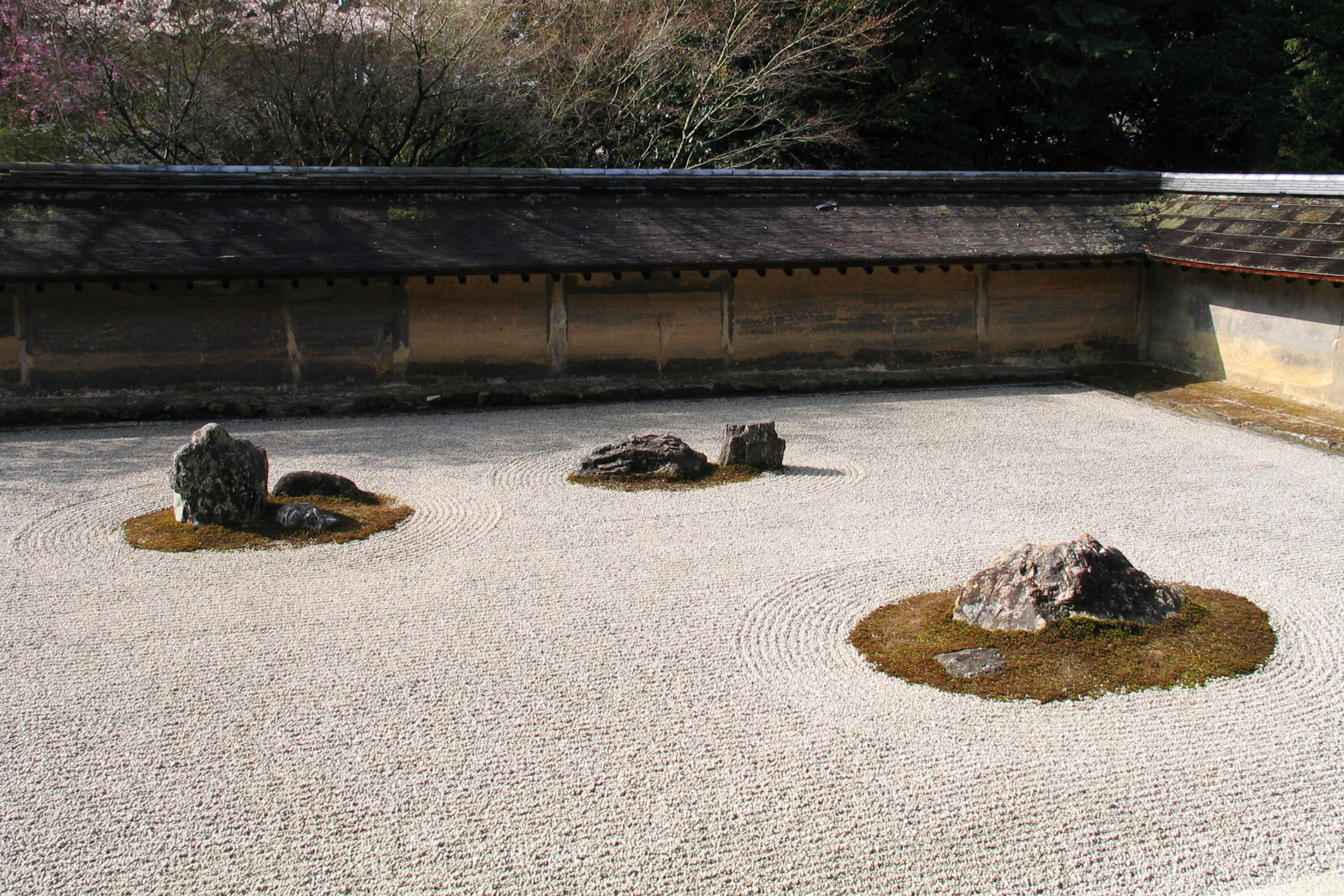
A kiotói Rjóandzsi rinzai zen templom száraz kertje

A Rinzai Zen felismerhető a hangsúlyról, amit a kensóra („meglátni valaki igazi énjét") helyez, s ami átmenetként üzemel a hiteles Buddhista gyakorlatba. A bölcsesség mindennapi, szabad funkcióit igyekszik több éven át, fárasztó késői kensó gyakorlással megtestesíteni.
Maga a gyakorlás a zazenre (ülő meditáció) és a szamu zenre (figyelmes fizikai munka) fókuszál.
Zazenbe merülve a kóanok alkotják a meditáció tárgyát, míg a sikantaza (csak ülés) kevésbé hangsúlyos, de kihagyhatatlan. Ez képez kontrasztot a Szótó gyakorlattal, aminek a kóan nem szerves része (Szokucsú Gentó, cirka 1800 óta), a sikantanzát tartja fontosabbnak. De mindkettőre igaz, hogy a Rinzai iskola a szigorú és feszes, ami a gyakorlást illeti.
A Rinzai stílusú Zen gyakorlatok talán harciasságról, pontosságról, Linji Yuxuan szellemének követéséről a legfelismerhetőbbek. Ezért a Rinzait gyakran ellentétbe állítják más, Japánba mélyen beépült Zen ágakkal, mint a Szótó, ami szelíd és falusi lélekben. Egy japán szólás is erre mutat rá: „Rinzai a sógunnak, szótó a parasztoknak.” (臨済将軍、曹洞土民, Rinzai Shōgun, Sōtō Domin).

### Mai rinzai iskolák
Ma Japánban a rinzai szerkezeti felépítése összetett. Tizenöt ágra van osztva (vagy 16-ra, mivel az óbaku különállónak is tekinthető), az ágak a főtemplomokról kapták nevüket. A legnagyobb és egyben a legbefolyásosabb ezek közül a Mjósindzsi ág, amelynek főtemplomát Egen Kanzai (1277-1360) alapította 1342-ben. A jelentősebb ágak közül szintén említésre méltó a Nanzendzsi, a Tenrjúdzsi (mindkettőt Szoszeki Muszó alapította), a Daitokudzsi (alapította: Mjócsó Súszó) és a Tófukudzsi (alapította: Ben’en Enni (1202-1280)). Az ágak pusztán szervezeti egységek, amelyek a templom múltjából és a tanár-diák hagyományvonalból maradtak fenn. A gyakorlatban nincs szektabeli vagy alapvető megkülönböztetés közöttük. Ennek ellenére kisebb különbségek előfordulnak, például abban, ahogy a kóanokat használják.
Ezek a főtemplomok több hálózatot is irányítanak, amelyek összesen mintegy hatezer templomból, negyven kolostorból és egy apácazárdából állnak. A Mjósindzsi ág a legnagyobb, nagyjából akkora, mint a többi ág összesen – nagyjából 3500 templomot és tizenkilencezer kolostort tartalmaz.

### Japán rinzai iskolák
A rinzai tizenöt ága – főtemplomaikról elnevezve:
- Kennindzsi (1202)
- Tófukudzsi (1236, alapította: Ben'en Enni, 1202–1280)
- Kencsódzsi (1253)
- Engakudzsi (1282)
- Nanzendzsi (1291, alapította: Szoszeki Muszó)
- Kokutaidzsi (1300)
- Daitokudzsi (1315, alapította: Mjócsó Súhó)
- Kógakudzsi (1380)
- Mjósindzsi (1337-ben alakult a rend, 1342-ben építtette Kanzan Egen)
- Tenrjúdzsi (1339, alapította: Szoszeki Muszó)
- Eigendzsi (1361)
- Hókódzsi (1384)
- Sókokudzsi (1392)
- Buccudzsi (1397, Tenrjúdzsival együtt, 1905-ig)
- Kósódzsi (1603)

Olykor ide számolják még:
- Manpukudzsi – különben az óbaku részének tekintik.

A fő iskolák közé sorolható még (Kiotóban is):
- Kósódzsi (興聖寺, Enni Koó/虚応円耳 alapította, 1603-ban, Sókokudzsi mellékága)[13]

### Rokon zen iskolák

#### Óbaku
A rinzai és a szótó mellett a japán zen harmadik legfőbb iskolája az óbaku. A Japánban a 17. században elterjedt iskolán érződik a Tiszta Föld iskola hatása. Tükrözi a harmonizálásra való hajlamot, amely a kínai buddhizmusban alakult ki az évszázadok alatt, a korai Rinzai vonalak Japánba való vetülése után.
Az óbaku is a kínai lin-csi iskola leszármazottja, így gyakorlatilag a rinzai mozgalom részének is tekinthető. Az iskola apátjai ma már a rinzai ághoz hasonlóan az ótókan átadási vonal tagjai – habár eredetileg nem voltak azok (egy későbbi kínai vonalat követtek). Amíg a legfőbb óbaku templom, a Manpukudzsi a 15 rinzai ág egyikeként van számon tartva, az óbaku zen közigazgatásilag a többi ágtól elhatárolt, és igyekszik megtartani különálló identitását.

#### Fuke
A fuke volt az utolsó japán zen felekezet, ami magát a lin-csi iskolából származtatta. Ezt az iskolát a 19. században a Meidzsi-restauráció alatt elnyomták, így ma már nem létezik. A zenére gyakorolt hatása (sakuhacsi, bambusz furulya) azonban jelentős.

#### Icsibata jakusi kjódan
Az icsibata jakusi kjódan (畑薬師教団) – bár előzőleg a Mjósindzsihoz tartozott (előtte a tendaihoz) – ma általában független buddhista iskolának tekintik, bár egyesek még mindig a rinzai aliskolájaként tekintenek rá, pedig a gyakorlatok és a hitvallás is jelentősen eltér a kettő között. A hit központjában Jakusi (gyógyító buddha) áll, akinek gyógyítóerőt tulajdonítanak.

### Nyugati Rinzai iskolák
Számos rinzai ág terjedt tovább Japánból Európába, Amerikába és Ausztráliába, ahol a nem japán diákokból is lettek tanárok, akik mind a rinzai átadási vonal tartóinak tekinthetők. Templomok és gyakorló közösségek szinte minden nemzetnél megtalálhatók.
Az észak-amerikai rinzai-vonal központjai közé tartozik a kaliforniai rinzaidzsi, a New York-i dai boszacu zendo kongodzsi, a Hawaii-i Csozendzsi, az Illinois állambeli Daidzsuzendzsi, a Wiscounsin-i Korindzsi és a Seattle-i Csobadzsi. Európában van az Egely kolostor, amelyet Simano Eido egyik dharma örököse, Denko Mortensen alapította.

## Kulturális befolyása
A rinzai és az uralkodó réteg korai kapcsolatának eredményeképpen a rinzai erős hatással volt az oktatásra, és a rinzai is közreműködött a kalligráfia, a festőművészet, az irodalom, a teaszertartás, a japánkert, a építészet és még a harcművészet felvirágoztatásában. A szótó templomok – kapcsolataik és a közemberekre ható vonzerejük révén – végül túlszárnyalták a rinzai templomokat.

## Fordítás
Ez a szócikk részben vagy egészben  a   Rinzai School című angol Wikipédia-szócikk ezen változatának fordításán alapul.  Az eredeti cikk szerkesztőit annak laptörténete sorolja fel. Ez a jelzés csupán a megfogalmazás eredetét és a szerzői jogokat jelzi, nem szolgál a cikkben szereplő információk forrásmegjelöléseként.